# Fresh Cream
Fresh Cream – debiutancki album grupy Cream nagrany w 1966 r. i wydany w grudniu tego samego roku.

## Historia i charakter albumu
Cream było właściwie pierwszą supergrupą muzyki rockowej. Wszyscy trzej muzycy grali uprzednio w znanych grupach i tam zdobyli sławę. 
- Jack Bruce i Ginger Baker znali się od lat i chociaż nienawidzili się jako ludzie, uwielbiali ze sobą grać. Obaj stanowili sekcje rytmiczną grupy Graham Bond Organisation, z której Bruce odszedł do bardziej komercjalnego zespołu Manfred Mann, gdyż założył właśnie rodzinę. Baker pozostał w GBO jeszcze do czerwca 1966 r.
- Eric Clapton bezpośrednio przed powstaniem Cream grał w John Mayall's Bluesbreakers do lipca 1966 r. Spotkał się też z Jackiem Bruce’em w krótkotrwałej supergrupie The Powerhouse na początku 1966 r., która nagrała trzy utwory dla Elektry. W grupie tej – oprócz nich – były takie sławy jak Paul Jones, Steve Winwood, Ben Palmer i Pete York.

Początkowo muzycy myśleli o kwartecie; czwartym członkiem grupy miał być klawiszowiec, saksofonista i wokalista Graham Bond, jednak Clapton odrzucił go jako zbyt jazzowego. Wolał zdecydowanie Steve’a Winwooda. Jednak wprowadzenie Winwooda, znakomitego wokalisty, oznaczałoby konflikt interesów, gdyż głównym wokalistą miał być Jack Bruce. W końcu Clapton, który w dalszym ciągu był pod wrażeniem występu tria Buddy’ego Guya w 1965 r. podczas American Folk Blues Festival, zadecydował o pozostaniu triem. Jak zobaczył na przykładzie Guya, trio dawało większe improwizatorskie możliwości muzykom, a każdy z nich miał ku temu zarówno wielkie zdolności jak i chęci.
Grupa Cream powstała w lipcu 1966 r. Pierwszym występem zespołu miał być koncert na przełomie lipca i sierpnia 1966 r. na National Jazz and Blues Festival (później był znany jako Windsor). Muzycy pragnęli się jednak przedtem sprawdzić i wystąpili w klubie związanym z Johnem Mayallem Twisted Wheel w Manchesterze. Ponieważ występ był niezapowiadany, klub był kompletnie pusty. W trzy dni później na wspomnianym festiwalu zalali publiczność lawiną dźwięków jakich jeszcze nikt nigdy nie słyszał.
Natychmiast rozpoczęły się prace nad debiutanckim albumem. Najwięcej kompozycji dostarczył Bruce, który współpracował ze znanym poetą brytyjskim, a również i liderem własnych grup rockowych – Pete’em Brownem.
Sięgnięto także do utworów tradycyjnych, niewiadomego autorstwa (chociaż „Four Until Late” jest autorstwa Roberta Johnsona) oraz kompozycji takich bluesmanów jak Muddy Waters (chociaż Waters nie jest autorem „Rollin' and Tumblin'” tylko jednej z wersji tego znanego utworu) i Willie Dixon. Dwóch kompozycji dostarczył także Ginger Baker.
Nagrany album miał mocne, ostre i dość surowe brzmienie bluesrockowe. Nawet łagodne i spokojne utwory nie wpływają niwelująco na to wrażenie. Album prezentował muzykę, jakiej jeszcze nikt wtedy nie grał – zarówno jeśli chodzi o styl i brzmienie, jak i o umiejętności muzyków.
Wydania brytyjskie i amerykańskie różniły się. Album brytyjski nie zawierał pierwszego singla grupy „I Feel Free”. Amerykanie zdecydowali się na umieszczenie tego utworu na swojej edycji, zrezygnowali jednak z jednego z podstawowych utworów – „Spoonful” Williego Dixona.
Poniższy spis utworów zawiera komplet kompozycji, tak jak zostały umieszczone na CD.
W 2003 album został sklasyfikowany na 101. miejscu listy 500 albumów wszech czasów magazynu Rolling Stone.

## Lista utworów
Wersja opublikowana na płycie CD:
| 1.  | I Feel Free (Jack Bruce/Pete Brown)              | 2:52  |
|     |                                                  |       |
| 2.  | N.S.U. (Bruce)                                   | 2:44  |
|     |                                                  |       |
| 3.  | Sleepy Time Time (Bruce/Godfrey)                 | 4:20  |
|     |                                                  |       |
| 4.  | Dreaming (Bruce)                                 | 1:59  |
|     |                                                  |       |
| 5.  | Sweet Wine (Baker/Godfrey)                       | 3:18  |
|     |                                                  |       |
| 6.  | Spoonful (Willie Dixon)                          | 6:37  |
|     |                                                  |       |
| 7.  | Cat's Squirrel (Trad. aranż. przez S. Splurge'a) | 3:05  |
|     |                                                  |       |
| 8.  | Four Until Late (Trad. aranż. przez E. Claptona) | 2:07  |
|     |                                                  |       |
| 9.  | Rollin' and Tumblin' (Muddy Waters)              | 4:42  |
|     |                                                  |       |
| 10. | I'm so Glad (Skip James)                         | 3:58  |
|     |                                                  |       |
| 11. | Toad (Baker)                                     | 5:09  |
|     |                                                  |       |
| 12. | The Coffee Song (Colton/Smith)                   | 2:44  |
|     |                                                  |       |
| 13. | Wrapping Paper (Bruce/Brown)                     | 2:22  |
|     |                                                  |       |
|     |                                                  | 45:57 |
|     |                                                  |       |

## Twórcy
- Eric Clapton – gitara, wokal
- Jack Bruce – wokal, gitara basowa, harmonijka
- Ginger Baker – perkusja, wokal

## Opis płyty
- Producent – Robert Stigwood
- Nagranie – lipiec-październik 1966
- Inżynier – John Timperly
- Studio – Rayrik Studios i Ryemuse Studios w Londynie
- Wydanie – 9 grudnia 1966
- Czas – 40 min. 52 sek.
- Projekt okładki – Paragon Publicity & Public Relations Ltd.
- Firma nagraniowa – Reaction Records (Wielka Brytania); ATCO (USA)
- Numer katalogowy – 3009 (Reaction); 33206 (ATCO)

Wznowienia
- Remastering do wydania na cd – Dennis M. Drake
- Studio – PolyGram Studios
- Firma nagraniowa – Polydor
- Numer katalogowy – 827 576-2
- Rok – 1990

## Listy przebojów

### Album
| Rok  | Lista                        | Pozycja |
| ---- | ---------------------------- | ------- |
| 1967 | Billboard USA. Albumy popowe | 39      |

| Rok  | Lista                          | Pozycja |
| ---- | ------------------------------ | ------- |
| 1967 | Melody Maker WB. Albumy popowe | 6       |

### Single
| Rok  | Singel        | Lista                    | Pozycja |
| ---- | ------------- | ------------------------ | ------- |
| 1966 | „I Feel Free” | Billboard. Single popowe | 116     |